# Olof Lindfors
Inge Bo Olof Lindfors, ursprungligen Inge Bo Olle Lindfors, född 31 augusti 1925 i Visby, Gotland, död 10 december 1993 i Helsingborg, var en svensk skådespelare.
Lindfors är gravsatt i Södra minneslunden vid krematoriet i Helsingborg.

## Filmografi
- 1956 – Flickan i frack
- 1957 – Vägen genom Skå
- 1958 – Åsa-Nisse i kronans kläder
- 1970 – De många sängarna
- 1976 – Drömmen om Amerika
- 1982 – Hedebyborna (TV-serie)
- 1982 – Alberts underliga resa (TV-serie)
- 1983 – Andra dansen
- 1985 – Rid i natt!

## Teater

### Roller (ej komplett)
| År   | Roll                       | Produktion | Regi                        | Teater                   |
| ---- | -------------------------- | --- | --------------------------- | ------------------------ |
| 1952 |                            | Trettondagsafton (Twelfth Night, or What You Will) William Shakespeare                                            | Sandro Malmquist            | Skansens friluftsteater  |
| 1953 | Tamburmajoren              | Woyzeck Georg Büchner                                                                                             | Bengt Lagerkvist            | Teatern i Gamla stan     |
| 1953 | Duncan                     | Macbeth William Shakespeare                                                                                       | Arne Forsberg               | Teatern i Gamla stan     |
| 1957 | Taylor                     | Dårskapens timme (L'ora della fantasia) Anna Bonacci                                                              | Åke Engfeldt                | Helsingborgs stadsteater |
| 1957 | Kejsaren                   | Per Svinaherde Ivar Hallström och Henrik Christiernsson                                                           | Bernt Callenbo              | Helsingborgs stadsteater |
| 1957 | Polisen                    | Ut med narren! (Take the Fool away) J.B. Priestley                                                                | Johan Falck                 | Helsingborgs stadsteater |
| 1957 | James Hill                 | Brott i sol Staffan Tjerneld                                                                                      | Bertil Norström             | Helsingborgs stadsteater |
| 1957 | Generalen                  | Nationalmonumentet Tor Hedberg                                                                                    | Rolf Carlsten               | Helsingborgs stadsteater |
| 1957 | Onkel Octavius             | Pariserliv (La vie parisienne) Jacques Offenbach, Henri Meilhac och Ludovic Halévy                                | Soini Wallenius             | Helsingborgs stadsteater |
| 1958 | Ärkebiskopen av Rheims     | Sankta Johanna (Saint Joan of Arc) George Bernard Shaw                                                            | Johan Falck                 | Helsingborgs stadsteater |
| 1958 | Slottsväbeln               | Figaros bröllop eller Den uppochnervända dagen (La Folle Journée, ou Le Mariage de Figaro) Pierre de Beaumarchais | Johan Falck                 | Helsingborgs stadsteater |
| 1958 | Smith                      | Tolvskillingsoperan (Die Dreigroschenoper) Bertolt Brecht och Kurt Weill                                          | Johan Falck                 | Helsingborgs stadsteater |
| 1959 | Pedanten                   | Så tuktas en argbigga (The Taming of the Shrew) William Shakespeare                                               | Johan Falck Edvin Adolphson | Helsingborgs stadsteater |
| 1959 | Ärkebiskopen av Reims      | Romanoff och Julia (Romanoff and Juliet) Peter Ustinov                                                            | Lennart Olsson              | Helsingborgs stadsteater |
| 1959 | Kyparen                    | Levande ljus (Bei Kerzenlicht) Siegfried Geyer, Robert Katscher och Karl Farkas                                   | Åke Engfeldt                | Helsingborgs stadsteater |
| 1959 | Juryman 1                  | Tolv edsvurna män (12 Angry Men) Reginald Rose                                                                    | Johan Falck                 | Helsingborgs stadsteater |
| 1959 | Charles Olivarius Antitext | Som ni behagar (As you Like it) William Shakespeare                                                               | Frank Sundström             | Helsingborgs stadsteater |
| 1962 |                            | Erasmus Montanus Ludvig Holberg                                                                                   | Gösta Terserus              | Parkteatern              |
| 1963 | Fabio                      | Hus med dubbel ingång (Casa con dos puertas) Pedro Calderón de la Barca                                           | Tore Karte                  | Fredriksdalsteatern      |
| 1964 | Sir Harold                 | Skärmarna (Les Paravents) Jean Genet                                                                              | Per Verner-Carlsson         | Stockholms stadsteater   |
| 1965 |                            | Barfota i parken (Barefoot in the park) Neil Simon                                                                | Åke Engfeldt                | Malmö stadsteater        |
| 1965 |                            | Fallet Oppenheimer (In der sache J.Robert Oppenheimer) Heinar Kipphardt                                           | Eva Sköld                   | Malmö stadsteater        |
| 1966 |                            | Adam och Vera i Blackeberg Bo Sköld                                                                               | Eva Sköld                   | Malmö stadsteater        |
| 1966 |                            | Mordet på Marat (Marat/Sade) Peter Weiss                                                                          | Jan Lewin                   | Malmö stadsteater        |
| 1967 |                            | Klas Klättermus (Klatremus og de andre dyrene i Hakkebakkeskogen) Thorbjørn Egner                                 | Per Siwe                    | Malmö stadsteater        |
| 1967 |                            | Den girige (L'Avare) Molière                                                                                      | Eva Sköld                   | Malmö stadsteater        |
| 1968 |                            | Mutter Courage och hennes barn (Mutter Courage und ihre Kinder) Bertolt Brecht                                    | Jan Lewin                   | Malmö stadsteater        |
| 1969 |                            | Fan ska vara teaterdirektör August Blanche                                                                        | Per Siwe                    | Malmö stadsteater        |
| 1970 |                            | Clownen Beppo Else Fisher                                                                                         | Richard Bark                | Malmö stadsteater        |
| 1971 |                            | Musikanterna kommer till stan (Musikantene kommer til byen) Thorbjørn Egner                                       | Per Siwe                    | Malmö stadsteater        |
| 1978 |                            | Lika för lika (Measure for Measure) William Shakespeare                                                           | Claes Lundberg              | Riksteatern              |